# Jocelyn Burdick
Jocelyn Birch Burdick (ur. 6 lutego 1922 w Fargo, zm. 26 grudnia 2019 tamże) – amerykańska polityk, senator z Dakoty Północnej, pierwsza kobieta na tym stanowisku. 

## Życiorys
Urodziła się w Fargo w Dakocie Północnej, gdzie w 1939 ukończyła szkołę średnią Fargo Central High School. Później uczęszczała do Principia College w Elsah, a w 1943 ukończyła Northwestern University. Pracowała potem m.in. jako spikerka radiowa w Moorhead. W 1964, 1970, 1976 i 1982 brała aktywny udział jako wolontariuszka Democratic NPL Party w kampaniach wyborczych swojego męża Quentina Burdicka – wieloletniego senatora z tego stanu (członka Partii Demokratycznej oraz North Dakota Democratic NPL Party).
Po śmierci męża została, starym zwyczajem, mianowana przez gubernatora stanu George’a A. Sinnera na miejsce męża do czasu wyłonienia następcy w przedterminowych wyborach, przewidzianych w tym samym roku. Objęła stanowisko dnia 16 września 1992, stając się pierwszą kobietą senatorem z tego stanu. Nie starała się o własną kadencję, a jej miejsce zajął Kent Conrad, obejmując urząd dnia 14 grudnia tegoż samego roku. Zmarła w rodzinnym Fargo w wieku 97 lat.